# Ceratonereis dualaensis
Ceratonereis dualaensis är en ringmaskart som först beskrevs av Augener 1918.  Ceratonereis dualaensis ingår i släktet Ceratonereis och familjen Nereididae. Inga underarter finns listade i Catalogue of Life.